# Kunlavut Vitidsarn
Kunlavut Vitidsarn (taj. กุลวุฒิ วิทิตศานต์)(ur. 11 maja 2001 w Bangkoku) – tajski badmintonista, medalista olimpijski z Paryża (2024).

## Życiorys
Urodził się 11 maja 2001 roku w Bangkoku, stolicy Tajlandii.
W 2024 roku w barwach Tajlandii wziął udział w Letnich Igrzyskach Olimpijskich 2024, gdzie w grze pojedynczej mężczyzn zdobył srebrny medal, w finale przegrywając z Viktorem Axelsenem z Danii. Był to pierwszy medal dla Tajlandii w badmintonie w historii.
Zdobył srebrny medal mistrzostw świata w 2022 roku oraz złoty na mistrzostwach świata w 2023 roku.